# 基里什博阿镇
基里什博阿镇是葡萄牙波尔图区的一个堂区。总面积16.18平方公里，总人口3635人，人口密度224.7人/平方公里。